# جبل‌الطارق

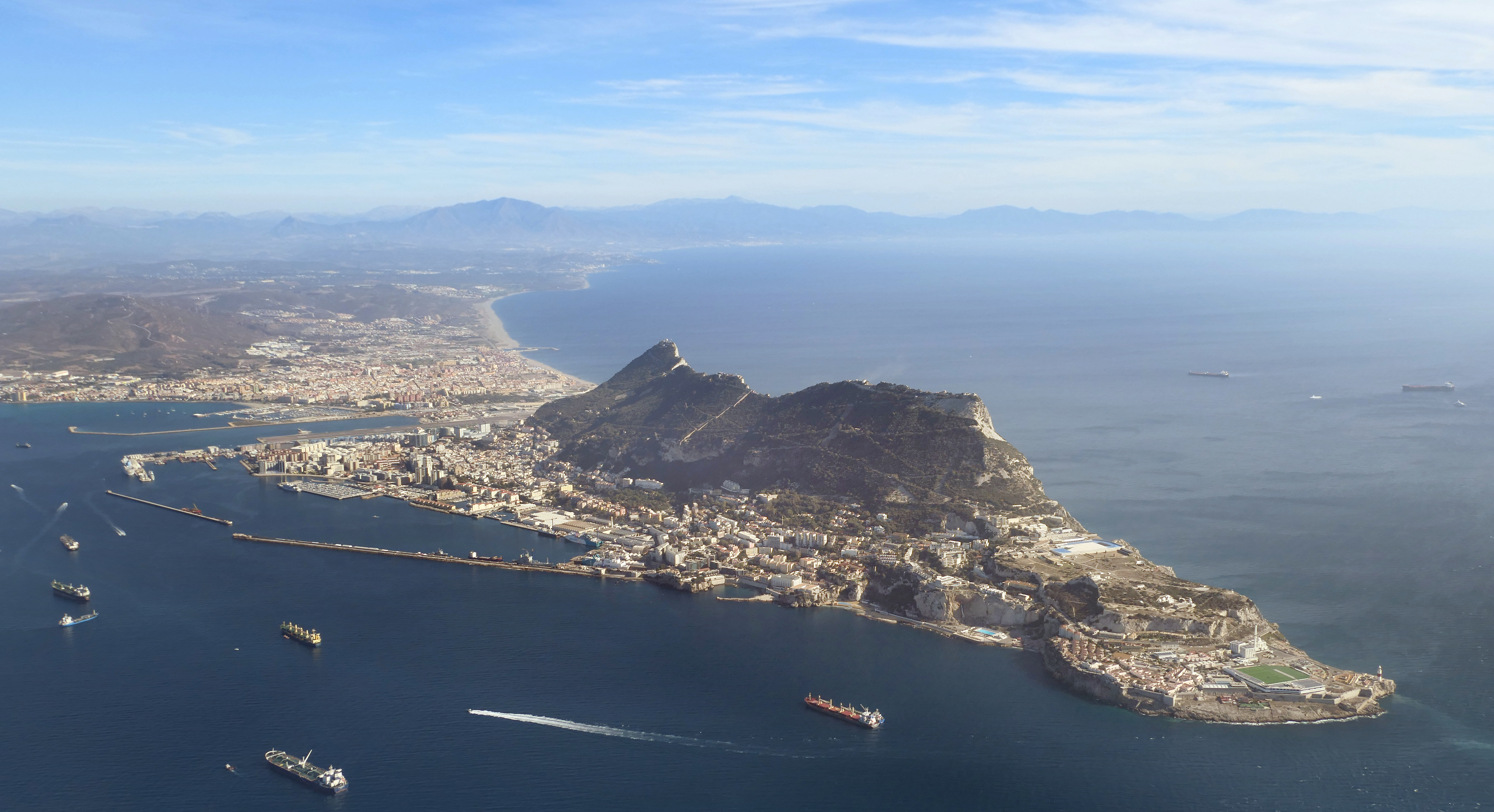
نمایی هوایی

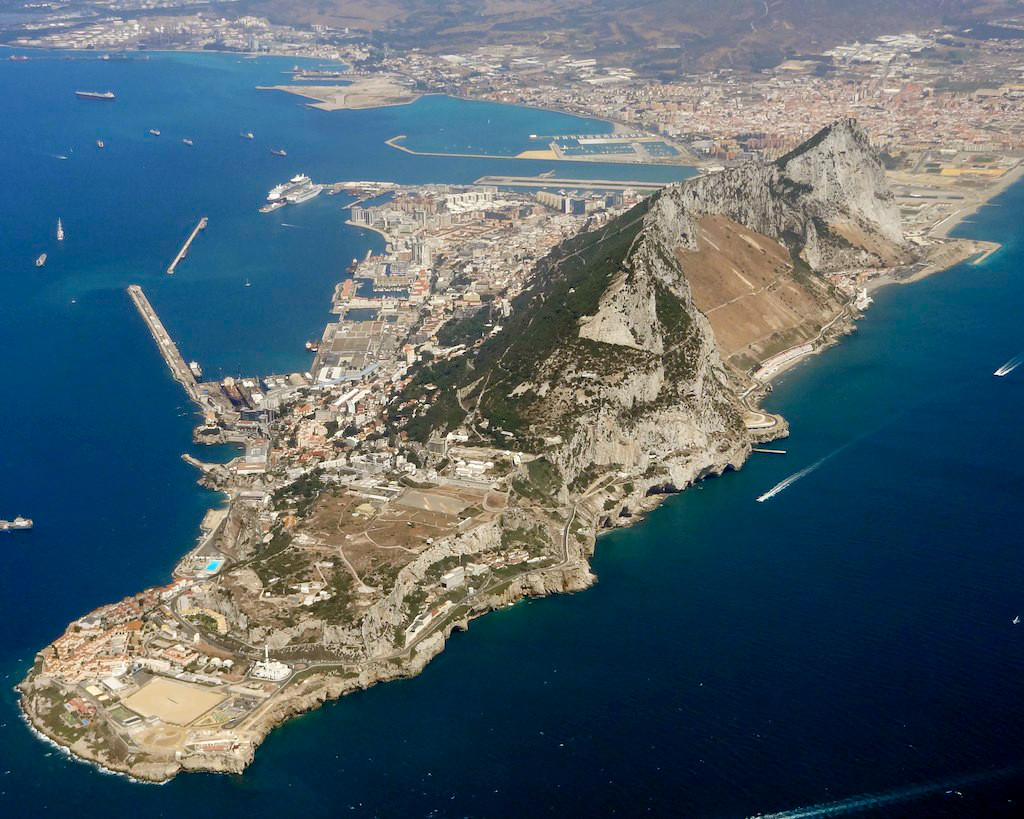
جبل‌الطارق از هوا، در نمای شمال‌غربی

جَبل‌الطّارِق (به معنی کوه طارق) یک قلمرو فرادریایی بریتانیا و یک شهر است که در جنوبی‌ترین نقطهٔ شبه‌جزیره ایبری، در خلیج جبل‌الطارق و در نزدیکی خروجی دریای مدیترانه به اقیانوس اطلس (یعنی تنگهٔ جبل‌الطارق) قرار دارد. مساحت آن ۶٫۸ کیلومتر مربع (۲٫۶ مایل مربع) است و از شمال با اسپانیا هم‌مرز است. سیمای طبیعی این منطقه تحت‌تأثیر صخرهٔ جبل‌الطارق است و در دامنهٔ آن ناحیه‌ای شهری و پرجمعیت قرار دارد. جبل‌الطارق خانهٔ حدود ۳۴٬۰۰۰ نفر است که بیشتر آن‌ها جبل‌الطارقی هستند.
جبل‌الطارق در سال ۱۱۶۰ میلادی به‌عنوان برج دیده‌بانی دائمی از سوی خلافت موحدون بنیان‌گذاری شد. در قرون وسطای متأخر میان دودمان نصریان، کاستیلی‌ها و مرینیان دست‌به‌دست شد و پس از ویرانی آلخسیراس در حدود ح. ۱۳۷۵ اهمیت راهبردی بیشتری پیدا کرد. در سال ۱۴۶۲ بار دیگر بخشی از تاج کاستیا شد. در سال ۱۷۰۴ نیروهای بریتانیایی-هلندی جبل‌الطارق را تصرف کردند و طی پیمان اوترخت در سال ۱۷۱۳ به‌طور دائم به پادشاهی بریتانیای کبیر واگذار شد. جبل‌الطارق به پایگاهی مهم برای نیروی دریایی پادشاهی بریتانیا بدل شد، به‌ویژه در دوران جنگ‌های ناپلئونی و جنگ جهانی دوم، زیرا بر دروازهٔ باریک ورود و خروج دریای مدیترانه، یعنی تنگهٔ جبل‌الطارق، تسلط داشت؛ جایی که نیمی از تجارت دریایی جهان از آن عبور می‌کند.
حاکمیت جبل‌الطارق یکی از موضوعات مناقشه‌برانگیز در روابط اسپانیا و بریتانیا است، چرا که اسپانیا ادعای مالکیت آن را دارد. مردم جبل‌الطارق در همه‌پرسی ۱۹۶۷ با اکثریت قاطع حاکمیت اسپانیا را رد کردند و همچنین در همه‌پرسی ۲۰۰۲ حاکمیت مشترک را نیز نپذیرفتند. با این حال جبل‌الطارق روابط اقتصادی و فرهنگی نزدیکی با اسپانیا دارد و بسیاری از ساکنان آن علاوه بر اسپانیایی، گویش محلی یانیتو را نیز صحبت می‌کنند.
اقتصاد جبل‌الطارق بر خدمات مالی، بازی‌های دیجیتال، گردشگری و بندر استوار است. با یکی از پایین‌ترین نرخ‌های بیکاری در جهان، بخش بزرگی از نیروی کار ساکن اسپانیا یا غیربومی هستند، به‌ویژه در بخش خصوصی. از زمان برگزیت، جبل‌الطارق عضو اتحادیهٔ اروپا نیست، اما مذاکراتی برای پیوستن آن به توافق‌نامهٔ شنگن در جریان است تا رفت‌وآمد مرزی با اسپانیا تسهیل شود. در ژوئن ۲۰۲۵، بریتانیا، اسپانیا و اتحادیهٔ اروپا به توافق اولیه‌ای برای حذف کنترل‌های فیزیکی مرزی میان جبل‌الطارق و اسپانیا دست یافتند. طبق این توافق، کنترل گذرنامه در بندر و فرودگاه جبل‌الطارق توسط مقامات محلی و پلیس اسپانیا انجام می‌شود، در حالی‌که حاکمیت بریتانیا حفظ می‌گردد. این توافق شامل همکاری در زمینهٔ گمرک، مالیات و رقابت منصفانه است، اما هنوز پیمان نهایی نیازمند مذاکرات بیشتر است.

## تاریخچه

### مسلمانان
در ۳۰ آوریل ۷۱۱ یک دسته از مسلمانان به رهبری طارق بن زیاد با عبور از این گذرگاه توانستند بخش اعظم اسپانیا را فتح کنند. نام وی در واژه جبل‌طارق ابدی شده‌است.
در همان سال طارق بن زیاد از همین کوهپایه اقدام به فتح اندلس کرد؛ ولی در سال ۱۴۹۱ در دوره فرناندو و دوره ایزابل مسلمانان مجبور به خروج از اندلس شدند و بسیاری از آن‌ها از همین منطقه به شهر سئوتا و تطوان کوچ اجباری داده شدند و بسیاری نیز به قتل رسیدند.

### جنگ‌های جانشینی اسپانیا
در زمان جنگ‌های جانشینی اسپانیا، نیروهای بریتانیا و هلند که از متحدان کارلوس دوم اسپانیا بودند در قالب نیروی دریایی متحدی شهرهای ساحلی جنوب اسپانیا را مورد حمله قرار دادند. بریتانیایی‌ها در روز ۴ اوت ۱۷۰۴ پس از شش ساعت آتشباری دریایی، این منطقه را به تصرف خود درآوردند.

### حاکمیت بریتانیا
در سال ۱۹۶۹ در پی یک همه‌پرسی بیشتر ساکنان این منطقه به حاکمیت بریتانیا رأی دادند و فرانسیسکو فرانکو این شهرک کوچک را در محاصره قرار داد؛ ولی از سال ۱۹۷۰ مجدداً تسهیلاتی برای عبور و مرور ساکنان به خاک اسپانیا قائل شد.
در دهه ۱۹۸۰ میلادی، چارلز، شاهزاده ولز و دایانا، شاهدخت ولز، ماه عسل خود را در این دهکده گذراندند و این موضوع باعث تنش جدیدی در روابط اسپانیا و بریتانیا شد.
در همه‌پرسی دوباره سال ۲۰۰۲ حدود ۹۹ درصد ساکنان جبل‌طارق به طرح حاکمیت مشترک بریتانیا و اسپانیا بر این منطقه رأی منفی دادند.

## اختلافات در مالکیت
مالکیت این منطقه بین اسپانیا و بریتانیا مورد اختلاف ۳۰۰ ساله بوده‌است. با‌وجود آنکه حاکمیت بر جبل‌طارق در سال ۱۷۱۳ و بر پایه معاهده اوترخت به بریتانیا واگذار شد، اسپانیا همچنان بر مالکیت جبل‌طارق اصرار دارد.
در ۲۶ شهریور ۱۳۸۵ به‌منظور حل مشکلات تاریخی در زمینه‌های ترابری هوایی و ترانزیت توافقنامه‌ای بین میگل انخل موراتینوس، وزیر امور خارجه اسپانیا، جفری هون، رئیس اداره اروپای وزارت امور خارجه بریتانیا و پیتر کاروانا، رئیس دولت جبل‌طارق بین دولت‌های اسپانیا و بریتانیا را در شهر کوردوبا در اسپانیا به امضاء رسید که به بسیاری از صفحات تاریخ نزاع بریتانیا و اسپانیا خاتمه می‌دهد. این نخستین باری است که دولت اسپانیا، رئیس کابینه کوهپایه طارق را به‌عنوان یکی از طرف‌های گفتگو می‌پذیرد. در این مذاکرات هیچ‌گونه مطلبی راجع به حاکمیت مطرح نبود ولی مفاد گفتگوها به گونه‌ای بود که نظارت مشترک یا اداره مشترک از آن استنباط می‌شود.
قانون‌گذاران بریتانیا، محدوده حق رأی کشورهای هم‌سود را گسترش دادند تا از این طریق شهروندان جبل‌طارق نیز بتوانند در انتخابات اتحادیه اروپا از‌سوی این کشور شرکت کنند. اسپانیا به این قانون اعتراض کرد. اما دیوان دادگستری اتحادیه اروپا با رد ادعای اسپانیا، نظام رأی‌گیری بریتانیا را برای برگزاری انتخابات اروپایی در جبل‌طارق مناسب دانست و آن را تأیید کرد.

## تلاش دوباره اسپانیا
در همه‌پرسی عضویت بریتانیا در اتحادیه اروپا (۲۰۱۶) ۹۶ درصد ساکنان تقریباً ۳۰ هزار نفری جبل‌طارق به ماندن در اتحادیه اروپا رأی دادند.
در مارس ۲۰۱۷ در پی خروج بریتانیا از اتحادیه اروپا مطابق پیش‌نویس دستورالعمل مذاکرات اتحادیه اروپا با بریتانیا برای خروج، توافق‌های پیشین بین این دو کشور شامل منطقه جبل‌طارق نخواهد شد، مگر آن که بریتانیا به‌طور جداگانه در این زمینه با اسپانیا به توافق برسد. با این استراتژی مطرح شده از سوی اتحادیه اروپا در مذاکرات خروج بریتانیا، اسپانیا این توانایی را دارد که هر توافق احتمالی منجر به از دست دادن جبل‌طارق را وتو کند. در این صورت بریتانیا ناچار می‌شود در کنار مذاکرات خروج از اتحادیه اروپا، با اسپانیا نیز دربارهٔ جبل طارق گفتگوی جداگانه‌ای کند. اما نمایندگان محافظه‌کار پارلمان بریتانیا گفته‌اند که حق حاکمیت بریتانیا بر جبل‌طارق، قابل گفتگو نیست و اسپانیا را متهم کردند که در مذاکرات اتحادیه اروپا با بریتانیا برای خروج «تلاشی شرم‌آور» برای منحرف‌کردن آن می‌کند. وزیر امور خارجه اسپانیا گفته‌است که قصد اسپانیا قرار دادن مسئله جبل طارق در کانون مذاکرات خروج بریتانیا نیست و اگر مردم جبل طارق خواهان ترک اتحادیه اروپا هستند، می‌توانند اتحادیه را ترک کنند.

## توسعه
بر پایه توافق‌نامه ۲۶ شهریور ۱۳۸۵ استفاده از فرودگاه، ترانزیت کالا، نحوه پرداخت دستمزد و به روز کردن سیستم مخابراتی در جبل الطارق از جمله مواد مهم مورد توافق میان طرفین بود. در مدت سه ماه فرودگاه به بهره‌برداری مشترک می‌رسد و مسافران خطوط هوایی بدون تشریفات پلیسی و گمرکی خواهند توانست از اسپانیا و برعکس به جزیره رفت‌وآمد نمایند. اتحادیه اروپا در مدت ۶ ماه با این فرودگاه به مثابه یکی از فرودگاه‌های اتحادیه رفتار خواهد کرد این به معنی آن است که افراد نیازی به روادید نخواهند داشت.
قرار است که این دهکده به خط تلفن و موبایل اسپانیا نیز وصل شود و مؤسسه سوانتس نیز شعبه زبان اسپانیولی را در این دهکده افتتاح خواهد کرد. این اقدامات اگرچه امتیاز بزرگی برای اسپانیا است اما می‌تواند درآمد توریستی دهکده را به‌طور چشمگیری افزایش دهد در همین حال حزب راستگرای مردم، قرارداد اخیر را نکوهش نموده و آن را به معنی به رسمیت شناختن نظام (حاکمیت بریتانیای) دهکده دانسته‌است.

## برگزیت
در ۳۱ دسامبر ۲۰۲۰ و با اجرایی شدن برگزیت از ژانویه ۲۰۲۱ مقام‌های بریتانیا و اسپانیا توافق کردند که جبل الطارق می‌تواند به پیمان‌های اتحادیه اروپا از جمله توافق‌نامه شنگن بپیوندد. با این کار، امکان رفت‌وآمد آزاد روزانه، بین جبل‌الطارق و اسپانیا فراهم می‌شود.